# Liste der Naturdenkmale in Waxweiler
Die Liste der Naturdenkmale in Waxweiler nennt die im Gemeindegebiet von Waxweiler ausgewiesenen Naturdenkmale (Stand 13. April 2024).

## Naturdenkmale
| Nr.         | Bezeichnung                 | Lage                                    | Beschreibung                                  | Bild                                    |
| ----------- | --------------------------- | --------------------------------------- | --------------------------------------------- | --------------------------------------- |
| ND-7232-388 | Eiche am Heimesbach         | südlich des Ortes; Flur Heimesbach Lage | Quercus robur, um 1830 gekeimt, ca. 30 m hoch | Direkt Bild zu diesem Denkmal hochladen |
| ND-7232-389 | Kaisereiche beim Jugendheim | Luxemburger Straße, bei Nr. 26 Lage     | Quercus robur, 1870 gepflanzt, ca. 23 m hoch  | Direkt Bild zu diesem Denkmal hochladen |
| ND-7232-395 | Kastanie im Pfarrgarten     | Hauptstraße, bei Nr. 51 Lage            | Aesculus hippocastanum                        | Direkt Bild zu diesem Denkmal hochladen |